# Trias Zorgverzekeraar
Zorgverzekeraar Trias was een Nederlandse zorgverzekeraar en telde meer dan 400.000 verzekerden. 
Naast het aanbieden van zorgverzekeringen bemiddelde Trias in reisverzekeringen en uitvaartverzekeringen.
Als onderlinge waarborgmaatschappij handelde Trias zonder winstoogmerk.
Bij Trias werkten zo'n 450 medewerkers. Het hoofdkantoor van Trias was gevestigd in Gorinchem. Daarnaast had Trias verzekeringsbalies in Dordrecht, Sliedrecht, Gouda, Waddinxveen en Woerden.

## Geschiedenis
Trias en haar rechtsvoorgangers waren 150 jaar actief in zorgverzekeringen. De ziekenfondsen Gorinchem, Gouda-Woerden en Drechtstreek, fuseerden in 1991 tot de Onderlinge Waarborgmaatschappij Zorgverzekeraar Trias U.A. 
Gezondheidsverzekeraar Trias fuseerde in 2006 met zorgverzekeraar VGZ-IZA, waarmee de VIT-groep ontstond. Op 1 januari 2007 fuseerde de VIT-groep met Univé tot Univé, VGZ, IZA, Trias. (met als werknaam Uvit).
Op 1 oktober 2011 is Trias opgehouden te bestaan als onafhankelijk label en zijn de verzekerden ondergebracht bij VGZ.